# Exclusive Fairy Tale
Exclusive Fairy Tale es una serie de televisión web china de comedia romántica juvenil, adaptada y dirigida por Gong Yushi, producida ejecutivamente por Yu Rumao, y distribuida por iQIYI. Está basada en la novela china Once We Come Across Love escrita por Yi Jin. 
Está anunciada para ser emitida el 27 de julio de 2023.

## Argumento
Desde que era niño, Ling Chao siempre supo que su madre quería tener hijas. Casualmente, una familia vecina tiene una hija que es de su misma edad, se llama Xiao Tu. Tarde o temprano Ling Chao se convierte en su hermano del alma. Desde la infancia, ambos crecieron compitiendo entre ellos, por lo que él buscaba perfección en todo. 
Es el niño más inteligente del jardín de infantes con un alto coeficiente intelectual. Pero sus notas sobresalientes no son tan buenas como las de Xiao Tu a los ojos de su madre. 
Debido a la falta de amor de su padre, Ling Chao desarrolló una personalidad sensible, independiente y precoz. Su única amiga es Xiao Tu, y solo Xiao Tu está en su corazón.
Cuando crece, comprende que no puede hacer nada sin Xiao Tu, porque se enamoró inesperadamente de ella, pero nunca lo admitió.

## Reparto
- Wen Junhui como Ling Chao.
- Zhang Miaoyi como Xiao Tu.
- Xiong Aobo como Yin Zihan.
- Zhao Lu como Jiang Juanjuan.
- Hao Zhuyu como Jia Siwen.
- Tan Jiatai como Zhu Wenyu.
- Lin Cheryn como Xu Linglong.